# Ла Крос
Ла Крос (на английски: La Crosse) е град в щата Уисконсин, САЩ. Населението му е 51 357 жители (прибл. оценка 2011 г.). ZIP-кодове са 54601, 54602, 54603, а телефонният – 608. Кмет е Тим Кабат.
Намира се на 204 m надморска височина в Извънледниковата зона. Получава статут на град през 1856 г. Първите европейци, които видели мястото на града в края на 18 век, са били френски трапери. Името на града е дал американският изследовател Зебулон Пайк, след като забелязал, че местните индианци играят лакрос.

## Известни личности
Родени в Ла Крос
- Джоузеф Лоузи (1909 – 1984), режисьор